# Piacenza Associazione Calcio Femminile 1982
Questa voce raccoglie le informazioni riguardanti il Piacenza Associazione Calcio Femminile nelle competizioni ufficiali della stagione 1982.

## Rosa
| N. |                   | Ruolo | Calciatrice       |
| -- | ----------------- | ----- | ----------------- |
| 1  | Italia (bandiera) | P     | Sandra Zenari     |
| 3  | Italia (bandiera) | D     | Danesi            |
| 4  | Italia (bandiera) | D     | Antonella Pelloni |
| 2  | Italia (bandiera) | D     | Scalvini          |
|    | Italia (bandiera) | C     | Achilli           |
| 5  | Italia (bandiera) | C     | Fasa              |

| N. |                   | Ruolo | Calciatrice         |
| -- | ----------------- | ----- | ------------------- |
| 6  | Italia (bandiera) | C     | Erminia Manfredini  |
| 8  | Italia (bandiera) | C     | Faccio              |
| 7  | Italia (bandiera) | A     | Maria Luisa Maurini |
| 9  | Italia (bandiera) | A     | Mariella Medri      |
| 10 | Italia (bandiera) | A     | Stefania Bandini    |
|    | Italia (bandiera) | A     | Monica Chiesa       |